# The Girl from Porcupine
The Girl from Porcupine er en amerikansk stumfilm fra 1921 af Dell Henderson.

## Medvirkende
- Faire Binney som Hope Dugan
- William Collier Jr. som Jim McTvish
- Jack Drumier som Bill Higgins
- James Milady som Sam Hawks
- Adolph Milar som Red McTavish
- Tom Blake som Dugan
- Marcia Harris